# Tamási Tibor
Tamási Tibor, művésznevén Tamási Tannenbaum Tibor (Székesfehérvár, 1934. május 8.–), született Tannenbaum Tibor Rudolf. Magyar zeneszerző, dzsesszmuzsikus, színházi karmester, korrepetitor, zongorakísérő, festőművész.

## Családja
Apai ágról a Dannebom, erdélyi szász fafaragó szobrászművész dinasztia leszármazottja. Apai nagyanyja Édes Mária, apai nagybátyja Czillei Géza, repülőtiszt.
Anyai ágról szintén erdélyi nagybirtokosi családból származik. Dédapja: Alsókosay Paptamás Gyula, nagyapja: dr. Papp Gyula jogász, erdélyi birtokos. Nagyanyja: Hohenlohen-Oehringen Klára. Dédanyja: Kontraszty Róza, aki Lux Anna (Wesselényi Miklós feleségének) unokatestvére.
Német származású erdélyiek, akik elszegényedve is mindig magyar identitásúak maradtak.
Édesapja Tannenbaum (Tamási) Rezső, építészmérnök. Édesanyja Papp Klára, zongoratanár. Első gyermekük 1934. május 8-án született. Tannenbaum Tibor Rudolf Béla névre keresztelték, később, 19 éves korában (1953) magyarosíttatták Tamási Tibor Rudolfra. Egy öccse született, László. Apja első házasságából nővére Tannenbaum Márta.

## Tanulmányai és életútja

### Zene
Gyermekkora mozgalmas, édesapja vasúti mérnöki munkája miatt. Életük sok költözéssel telt, melynek oka a háború okozta kibombázás is volt. 
Első iskoláját Veszprémben járta, eztán Pápán, Szombathelyen, Kolozsváron tanult, majd ismét Szombathely következett. A bombázás miatt Bajorországba menekült a család, a háborút követően visszatértek Szombathelyre, végül Pécsre költöztek.
Szombathely zenei szempontból fontos állomás: nyolcévesen adta első koncertjét (1942), a helyi kultúrházban egy Schumann-művet játszott. Werner Alajos szombathelyi scholájának (Schola Cantorum Sabariensis) tagja volt 1943-44-ben.
Pécsre költözésük után a gimnáziumi évek alatt zongora magántanára Sass Dezső (1903–1993) volt 1948–49-ben. 1953-ban érettségizett, 1954-től vasúti pályamunkás lett rövid ideig Komlón, majd folytatta tanulmányait.
A Pécsi Zeneművészeti Szakiskola (későbbi nevén Zeneművészeti Főiskola) hallgatójaként végzett zeneszerzés tanszakon 1962-ben, tanára Kincses József volt. 1961-ben tanára kérésére Komló várossá avatásának jubileumi színpadi művét írta meg szimfonikus zenekarra, énekkarra, tánckarra, És felépült a város címmel.
1962-ben a Pécsi Színház korrepetitora lett, ahol korábban már zongorakíséréseket vállalt. Németh Antal rendező, színházigazgató kérésére színpadi kísérőzenéket írt. A Mecsek Táncegyüttesnek Simon Antal koreográfus felkérésére, valamint a Bóbita Bábegyüttesnek komponált három kísérőzenét. Egy évig dolgozott a Pécsi Balettel, a színház tájelőadásain pedig karmesteri feladatokat is ellátott. Pénzkereseti lehetőségként a Tettye Vendéglőben szórakoztató zenét játszott, amelyet kedvelt.
Tanulmányait Szervánszky Endre keze alatt magánúton folytatta, aki szakmailag, atyai jóbarátként biztatta. Orgonajátékot Halász Bélától (1908–1991) tanult, különös tekintettel Bach műveire. Tanára volt még Horváth Mihály, Borsai Pál, Husek Rezső. Zenei működését személyesen támogatta Lendvai Ernő, akihez zenetudományi beszélgetések miatt évekig járt Budapestre. Bárdos Lajos és Gárdonyi Zoltán a zenetudományi munkáját értékelte. Újfalussy József, Daróci Bárdos Tamás, Vass Lajos a műveit is igyekeztek közkinccsé tenni.
Az Esti Pécsi Naplónak és a Dunántúli naplónak zenekritikákat írt. Diplomakoncerteket komponált hangszeresek számára, melyeket több alkalommal maga kísért.
Bernstein West Side Storyját meghallván Angliába utazott, hogy hasonló zenék születésének közelében lehessen. Trevor Williams tanácsokkal látta el, Jack Hylton pártfogásáról biztosította, és "magyar Gershwin"-nek nevezte. A Royal College of Music tanára, Efraim Coffee tanársegédnek hívta meg. Sajnálatos módon, amikor hazajött, hogy búcsút vegyen szüleitől, nem kapott új útlevelet, politikai nézetei miatt. Magyarországon találkozott Basil Poleduris-szal, aki – hollywoodi zeneszerző és főzeneigazgatóként – áttanulmányozva egyik színpadi zenés darabját, felajánlotta segítségét, és a megfilmesítés lehetőségét. Meghívta Hollywoodba., de nem tudott külföldre utazni ez esetben sem.
1965-ben a Győri Színházhoz került, karmester-korrepetitorként. Itt írott művei: Tilosvár c. zenés játék gyermekeknek (1973), amely huszonhárom előadást ért meg, és Dosztojevszkij: Félkegyelmű c. színművének kísérőzenéje (1974). Győrben családot alapított, felesége Jankó Katalin, a Győri Kisfaludy Színház énektanára és korrepetitora volt. Két gyermekük született.
Egy esztendeig a Veszprémi Petőfi Színház zenei vezetője lett, majd Pesten játszott többször jazzegyüttesével. Ennek neves tagjai: Pege Aladár bőgő, Kovács Gyula dob, Kovács Kornél fuvola. A Magyar Rádióban jazzquartettjével mutatkozott be. Az MR Stúdió 11 zenekarával játszott saját kompozíciókat, a Liszt Ferenc Zeneművészeti Főiskolások számára írt diplomakoncerteket.
A Pannónia Filmgyárban Kovács Gyula ütőssel készített felvételt 1976-ban.
Győrben Bor József rendező a nyolcvanas évek elején – ismerve zenei érdeklődését – felkérte J. Millington Synge A nyugati világ bajnoka c. színdarabjának megzenésítésére, háromfelvonásos zenemű megírására. A mű iránt a Szegedi Színház is érdeklődött (Ásó-kapa címmel szerződtek). Jelenlegi címe: Mahon és Mahon.
Romhányi Józseffel jó barátságot kötött, vele tervezett. Színpadra szánt műveinek szövegét ő kezdte el megírni. Óriási csapás volt számára a költő korai halála 1983-ban. Munkáját veje, Rigó Béla vette át.
Rejtő Jenő: Csontbrigád című történetének színpadi, zenés változatát is megkomponálta, amely szimfonikus zenekarra, szólistákra kórusra íródott.
Budapestre költözött a család 1984-ben. Az elmúlt két-három évtizedben kórusokkal kezdett foglalkozni. Kórusműveit – különösen a gyermekkarok – szívesen éneklik, a közönség szívesen fogadja. Nőikari, vegyeskari, férfikari és gyermekkari kompozíciói közül több előadásra került. Négy alkalommal nyert hazai zeneszerzői versenyen: megosztott I. díj, két II. díj, valamint egy különdíj.
Gyászmisét írt a móri áldozatok emlékére magyarul, németül.
Megírta a Die Schlacht bei Mohács c. vegyeskarra és szimfonikus zenekarra írt balladáját, amely öt előadást ért meg.
Német mise címmel előadásra került a vegyeskarra, orgonára, két szólistára, hat rézfúvósra írt műve a Mátyás-templomban. (Előadók: Budapest Kórus, Wiedemann Bernadett, Anatolij Fokanov szólisták, valamint zeneakadémiai fúvósok.)
Deutsche Messe című miséjét a Veszprémi Liszt Ferenc Kórus itthon és Passauban adta elő.
A Burns Federation tagjaként a Milleniumi „Burns supper” zenéjének elkészítését rendelték meg tőle, az előadáson maga is közreműködött.

#### További művei
Több mint 60 skót és német népzenei alapú kompozíció, 12 versmegzenésítés angol és amerikai írók műveire, közel 30 gyermekeknek szánt kórusmű.
Jelenlegi tervei: "Jelenleg az a tervem, hogy a kompozícióim szétosztom az országban (ingyen), főleg a gyermekdarabokat, zeneiskolák, szakiskolák, és a Zeneakadémia számára." 

### Képzőművészet
Tehetséges rajzoló volt, már kétéves korában egy templomi esküvő mélyen hatott rá. Hazatérvén színes ceruzával a látottakat felismerhetően lerajzolta.
Gyermekkorában többnyire nem hitték el, hogy ő rajzolta munkáit. Iparművész felmenőitől örökölhette alkotó képességeit.
Pécsett továbbfejlesztette tudását. Tanárai voltak: Gebauer Ernő és Martyn Ferenc, akik modellt is ültek neki. Budapesten Asztalos Gyula (1900–1972) tanította.
Számos kiállításon nyert díjat alkotásaival. Bajorországban, valamint olykor élete más szakaszaiban is. Rajzaival főként pénzt és élelmet keresett, segítve ezzel családját. Később, egész élete folyamán a festés nyújtott megélhetési lehetőséget számára.
A Nemzeti Szalonban II. díjat nyert 1951-ben.
A Magyar Képzőművészeti Főiskolán grafikai díjat nyert 1953-ban.
Mindezek ellenére a zene szeretete és művelése erősebbnek bizonyult, életre szólóan magával ragadta.

### Egyéb alkotótevékenységei
A művészet megannyi ága érdekelte, sokoldalú szakmai önképzésének területei: kovácsmunkák készítése, műgyűjtés, régészet.

## Főbb zeneművei

### Színházi kompozíciók, színpadi művek
- És felépült a város, 1958
- A Pécsi Nemzeti Színháznak, Németh Antal színházigazgató felkérésére kísérőzene, 1962
- Simon Antal koreográfus felkérésére Ifjúság című témajáték
- A pécsi Bóbita bábegyüttes részére: ABC király, Kerekecske gombocska
- A győri Kisfaludy Színháznak Tilosvár című gyermekdarab, 1973
- Dosztojevszkij A félkegyelmű kísérőzenéje (zongora, cselló), 1974
- A Szegedi Színháznak Ásó-kapa (Mahon és Mahon) címmel háromfelvonásos zenés daljáték, 1983
- Rejtő Jenő Csontbrigád című regényéből háromfelvonásos zenés daljáték, 1984

### Filmzenék
- Patacsics Iván kísérése a Stúdió 11 együttessel, 4 kompozíció
- A Pannóniában Kovács Gyula jazzdobossal improvizációs kísérőzene, Bársony Péter felvétele

### Klasszikus kóruskompozíciók

#### Kórusművek magyar nyelven
- 12 gyermekkar, 5 női kar, 10 férfikar, 8 vegyeskar
- Mise a Móri áldozatokért, 2002
- Hírös betyár, férfikar, 1995
- Aranypáva, 1995

#### Kórusművek német nyelven
- Adventslieder-Weinnahtlieder (kötet)
- Deutsche Volksliedbearbeitungen (kötet)
- Német szövegű vegyeskarok (8 mű)
- Ballada vegyeskarra, zenekarra: Die Schlacht bei Mohács, 1994
- Két mise szólistákra, vegyeskarra, rézfúvókra, orgonára: Deutsche Messe, Messe für die Opfer des Terrors (1997)

#### Kompozíciók angol nyelven
- 30 kompozíció Robert Burns szövegeire, kórusokra (női, férfi, vegyes)
- 41 hangszeres kompozíció, főleg rézfúvósokra
- 9 vegyeskar E. A. Poe, Swinburne és Padriae Colom Pope szövegeire
- John Anderson, nőikar, 1997
- Saját szövegre írt angol nyelvű ú.n. könnyűzenei kompozíciók (5 mű)
- North Labrador, 1998

### Hangszeres művek
- Somogyi pásztordalok zongorára, és fúvósötös változatban, 1995
- Skót rézfúvós kvartettek, 2006

### Diplomák előadására írt művek
- Kettősverseny trombitára, harsonára zongorakísérettel, 1967
- Az északi lovag, vegyeskarra
- Eldorado, vegyeskari kompozíció
- 3 versenymű, 3 kórusmű, 10 zongoradarab

## Hang- és videófelvételek
- Nincs igazság...; bordal,[1] a Vásárosnaményi Férfikar előadásában (2019), szöveg: Rigó Béla

## Sport
Tehetségét a sportban is megmutatta, vívott a Pécsi MEFESZ-ben.
A Pécsi Vasutas Sportkör (PVSK) tagjaként megyei I. díj gerelyhajításban, ugyanebből országos II. díj. Atléta, sífutó, természetjáró. 1956-ban országos versenyen csapatban III. díj nyertese tájékozódási futásban.